# 조지 가빈 브라운
 조지 가빈 브라운 4세(영어: George Garvin Brown IV , 1969년~)는 캐나다의 억만장자 기업인으로, 잭 다니엘스 맥주, 핀란디아 보드카, 에라두라 아네호 데킬라로 유명한 브라운포먼(Brown-Forman)의 회장이다. 브라운포먼은 그의 증조부인 조지 가빈 브라운(George Garvin Brown)이 1870년에 만든 회사로, 조지 가빈 브라운은 4세대째 가족회사를 경영하고 있다. 브라운 가문의 재산 총액은 약 미화 123억 달러로 추정된다. 캐나다 맥길 대학교에서 학사를, 영국 런던정치경제대학교에서 석사를 취득하였다.